# علف مبارک
علف مبارک (نام علمی: Geum urbanum) نام یک گونه از تیره گلسرخیان است.

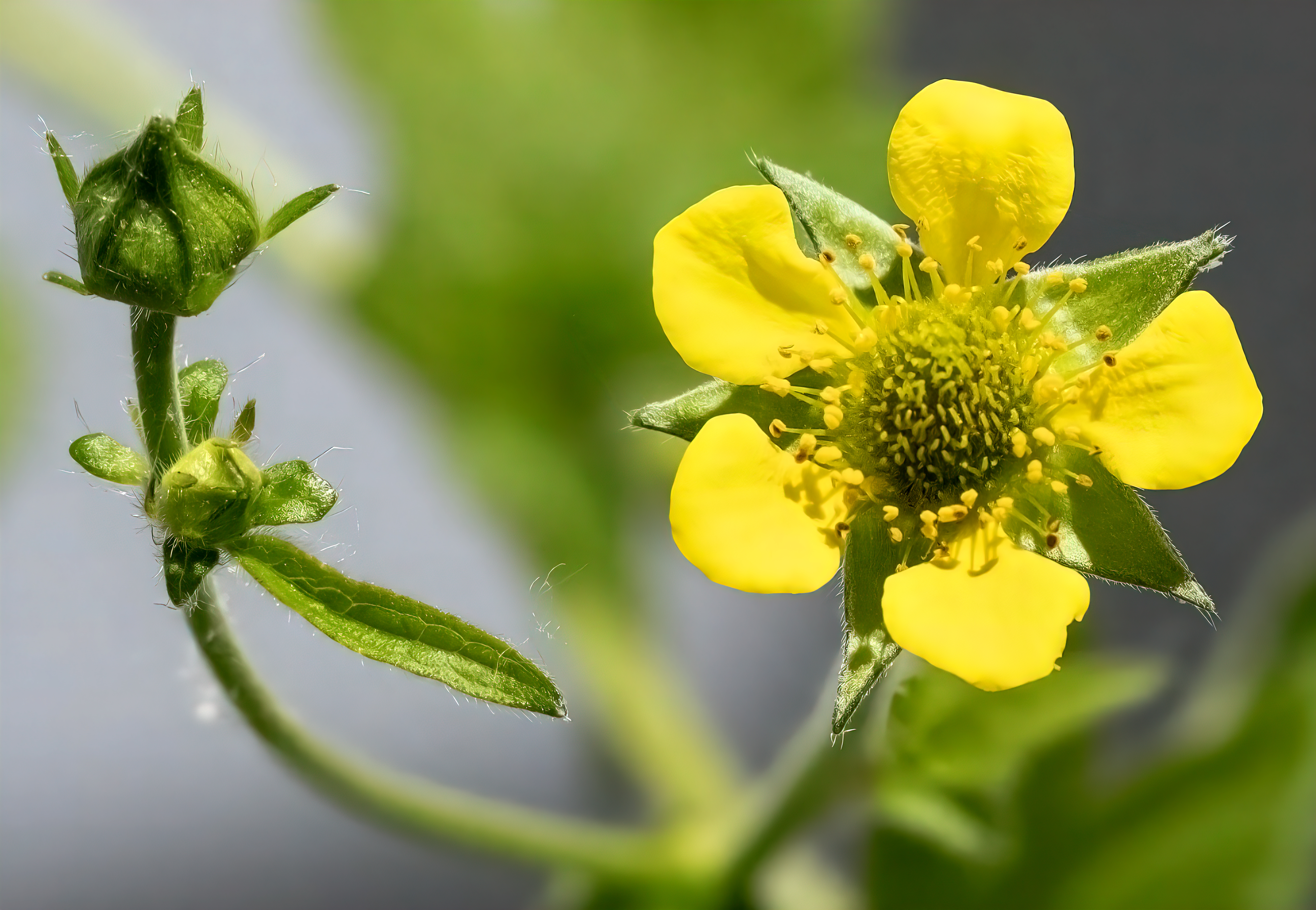
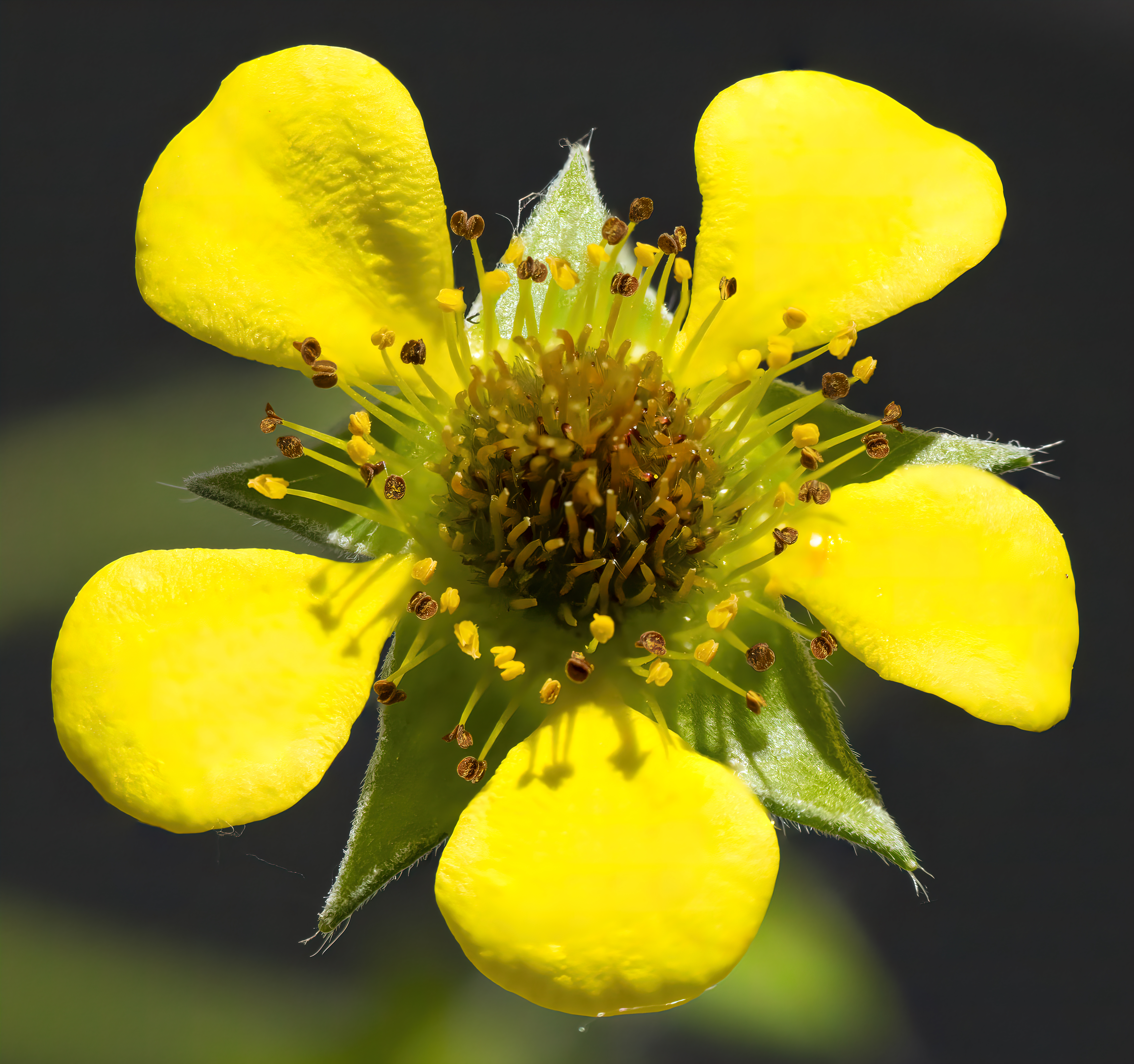
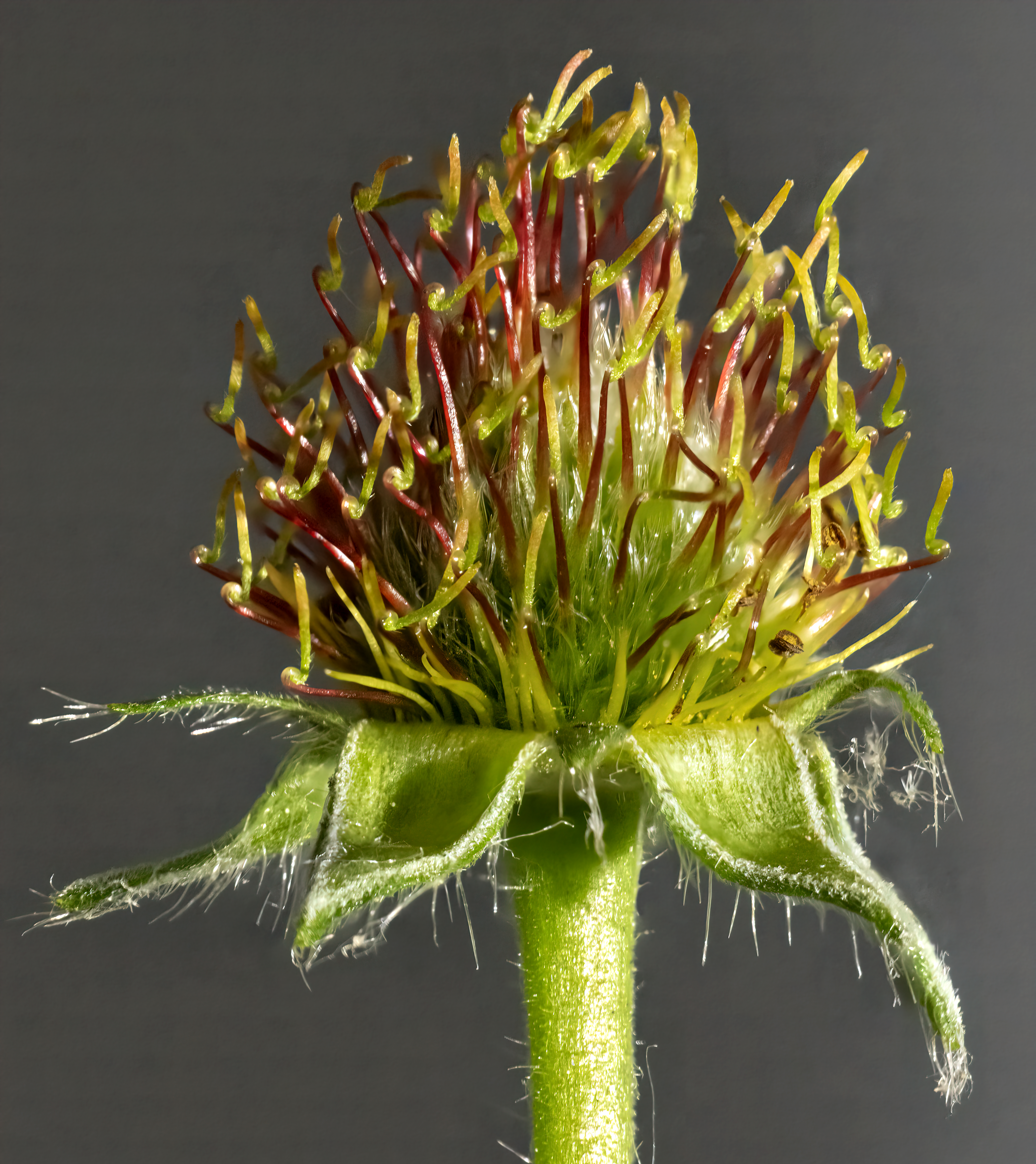